# ユー・アンド・ミー (アリス・クーパーの曲)
「ユー・アンド・ミー」（You and Me）は、アリス・クーパーが1977年に発表した楽曲。クーパーが同年に発表した3作目のスタジオ・アルバム『レースとウイスキー』の収録曲で、彼とディック・ワグナーが共作したソフトロック。
シングル・カットされ、Billboard Hot 100で9位を記録した。